# Amblyderus villiersi
Amblyderus villiersi es una especie de coleóptero de la familia Anthicidae.

## Distribución geográfica
Habita en Sudán.